# Benátky (Svitavy)
Benátky es una localidad del distrito de Svitavy en la región de Pardubice, República Checa, con una población estimada a principio del año 2018 de 363 habitantes. 
Se encuentra ubicada al sureste de la región, cerca de la frontera con las regiones de Moravia Meridional y Olomouc, y del río Svitava (cuenca hidrográfica del Danubio).